# ABC gyilkos
Az ABC gyilkos (Alphabet Killer) egy máig azonosítatlan amerikai sorozatgyilkos neve.

## Gyilkosságok
Az ABC gyilkosként ismert bűnöző tetteit, melyeket „ABC gyilkosságok”nak neveznek, Rochesterben, New York államban követte el. 1971 és 1973 között három fiatal lányt támadott meg, bántalmazta szexuálisan és fojtotta meg őket. Mivel nem tudták azonosítani, megnevezésénél abból a tényből indultak ki, hogy minden lány vezetékneve és keresztneve ugyanazzal a betűvel kezdődött. Emellett a holttesteket szintén olyan településeken találták meg, amelyeknek az első betűje megegyezett az áldozatok monogramjával: Carmen Colont Churchville-ben, Wanda Walkowiczot Websterben és Michelle Maenzát Macedonban. A lányokban közös volt, hogy mindhárman szegény katolikus családba tartoztak, és gondjaik voltak az iskolában. Mindhárman csonkacsaládban éltek, apjuk nem volt. Feltételezik, hogy mindannyiukat autóval rabolták el, bár erre szemtanú nem volt.

### Áldozatai
- Carmen Colon 11 éves volt, 1971. november 16-án tűnt el. Holttestét két nappal később találta meg két arra bicikliző fiatal fiú, 12 mérföldre onnan, ahol utoljára látták, Churchville városában. Holttestének megtalálása után többen is jelentették, hogy egy majdnem meztelen lányt láttak az út mentén, azon a részen, ahol később megtalálták. A boncolás feltárta, hogy megerőszakolták, majd puszta kézzel megfojtották.
- Wanda Walkowicz, 11 éves volt, 1973. április 2-án tűnt el. Holttestét a rákövetkező napon találták meg egy autópálya töltésének alján, Websterben. Feltehetően egy szíjjal fojtották meg, miután elrablója szexuális erőszakot követett el rajta.
- Michelle Maenza, 10 éves volt, 1973. november 26-án tűnt el. Két nappal később találták meg 15 mérföldre Rochestertől. Utoljára egy gyorsétteremnél vélték látni egy férfi kocsijában, hamburgert evett. Egy másik férfi szintén Michellet vélte felismerni, mikor a leeresztett kerekű kocsi vezetőjének akart segíteni, aki nem kért belőle. Mindkét szemtanú leírása hasonló volt a férfiról.

## Nyomozás
Feltételezik a gyilkosról, hogy iskolában vagy más olyan helyen dolgozhatott, ahol hozzáférése volt az áldozatok adataihoz. Több száz embert hallgattak ki az üggyel kapcsolatban, de a gyilkost sosem fogták el. Gyanúsították az első áldozat nagybátyját, Miguel Colont, aki nem sokkal a gyilkosság után hagyta el a környéket. Kocsijában megtalálták a lány egyik babáját, és a kocsi feltűnően tiszta volt. Kikérdezték, de sosem került a hivatalosan gyanúsítottak közé. 1991-ben egy családi veszekedés során lelőtte feleségét és sógorát, majd magával is végzett.
Egy ember került a nyomozók érdeklődésének központjába, miután 1974. január 1-jén megpróbált megerőszakolni egy lányt egy garázsban. A rendőrség közbeavatkozott és a gyanúsított, Dennis Termini elfutott, de utolérték és mikor látta, hogy nincs kiút, főbe lőtte magát. Korábban már megerőszakolt egy lányt a garázsban, és bár mindkét lány idősebb volt, mint a három áldozat, évtizedekig ő maradt az egyetlen gyanúsított. 2007-ben DNS vizsgálattal bizonyították ártatlanságát.
Az ügy egyik lehetséges gyanúsítottja jelenleg egy Joseph Naso nevű sorozatgyilkos. Naso-t 2013-ban halálra ítélték Kaliforniában 4 nő meggyilkolásáért 1977 és 94 között. Az ottani eseteknél is minden lánynak a vezetékneve és keresztneve ugyanazzal a betűvel kezdődött (Roxene Roggasch, 18 / Carmen Colon, 22 / Pamela Parsons, 38 / Tracy Tafoya, 31).
Egy másik sorozatgyilkossal, Kenneth Bianchival, is kapcsolatba hozták az eseteket, aki Rochesterben született és a gyilkosságok ideje alatt is a városban élt, de nem találtak olyan bizonyítékot, ami kapcsolatba hozta volna a gyilkosságokkal.

## Filmek, könyvek
- 2008-ban a történeten alapuló filmet mutatnak be, Eliza Dushku főszereplésével: Az ábécés gyilkos.
- Agatha Christie Az ABC-gyilkosságok című, 1936-ban megjelent regényében hasonló esetet ír le.

## Fordítás
- Ez a szócikk részben vagy egészben  az   Alphabet Killer című angol Wikipédia-szócikk fordításán alapul.  Az eredeti cikk szerkesztőit annak laptörténete sorolja fel. Ez a jelzés csupán a megfogalmazás eredetét és a szerzői jogokat jelzi, nem szolgál a cikkben szereplő információk forrásmegjelöléseként.